# چرخش (فیلم ۲۰۱۳)
چرخش (انگلیسی: The Turning) فیلمی درام به کارگردانی جاستین کرزل است که در سال ۲۰۱۳ منتشر شد.

## بازیگران
- رز بیرن
- کیت بلانشت
- هوگو ویوینگ
- میراندا اتو
- کالن مالوی
- میرا فولکس
- ریچارد روکسبرگ